# Général Desfarges
Le général Desfarges, également orthographié Des Farges (décédé en 1690), est un militaire français du XVIIe siècle qui joue un rôle important dans les efforts français pour établir une présence au Siam (Thaïlande actuelle).

## Biographie

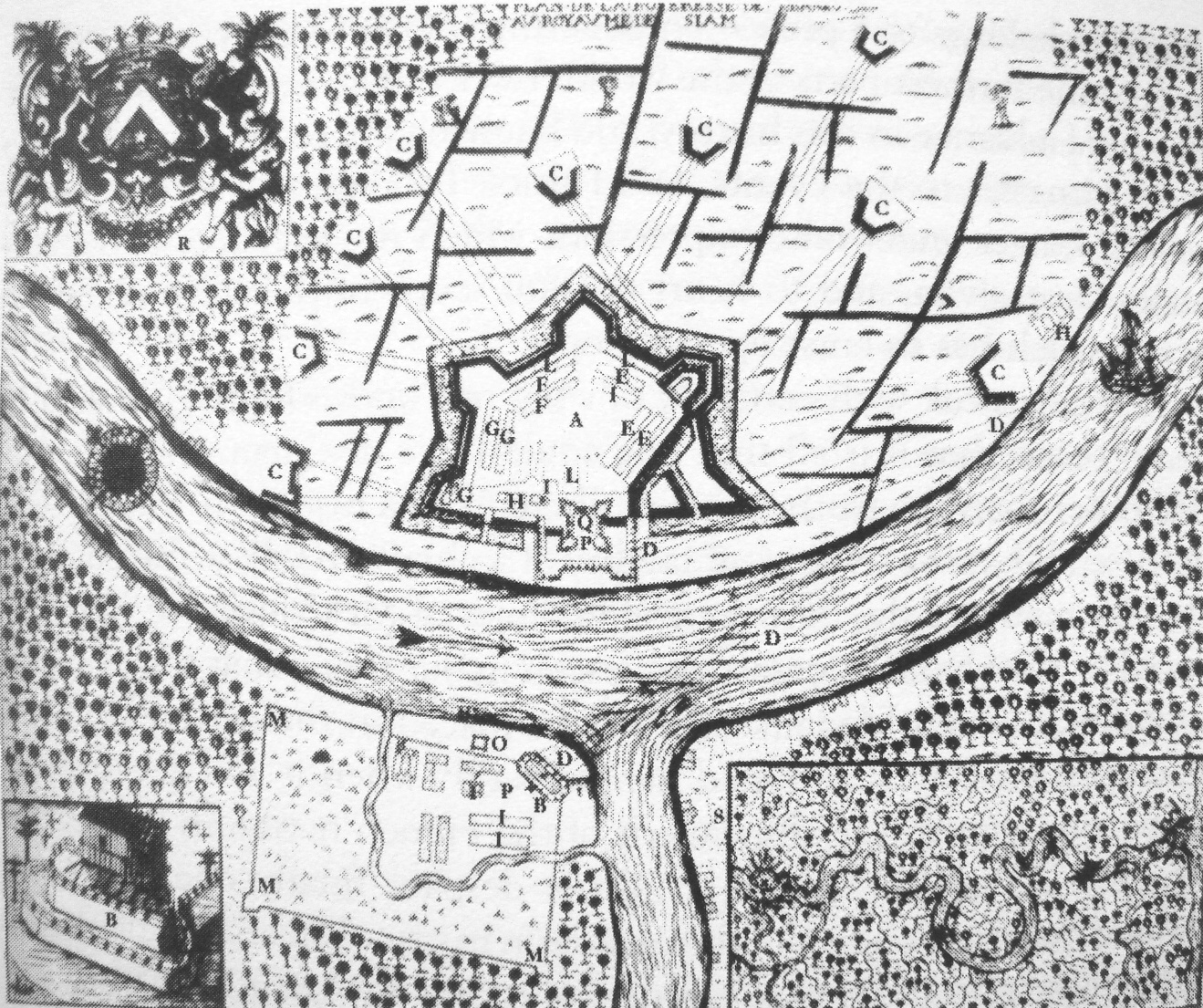
Ses troupes ont tenu pendant un siège de quatre mois face aux Siamois (C) dans la forteresse française (A) de Bangkok, en 1688.

Desfarges dirige deux bataillons (636 soldats) à bord de cinq navires de guerre, pendant la deuxième ambassade de France au Siam. L'ambassade auprès du roi Narai, dirigée par les envoyés spéciaux Simon de La Loubère et Claude Céberet du Boullay, quitte la France pour le Siam en mars 1687. Desfarges avait pour instructions d'établir des garnisons françaises à Mergui et à Bangkok, si nécessaire par la force.
Son débarquement à Bangkok et de son officier du Bruant à Mergui conduit à de nombreux mouvements nationalistes et anti-français dirigés par Phra Petratcha et aboutit finalement à la révolution siamoise de 1688 au cours de laquelle le roi favorable aux français, Narai, est tué, et son conseiller Constantin Phaulkon, exécuté par Petratcha devenu roi.
Desfarges, lorsqu'il apprend la crise, commence à déplacer ses troupes vers la capitale siamoise, Lopburi, à la demande de Phaulkon, mais se retire ensuite sur la forteresse de Bangkok lorsqu'il apprend la mort du roi le 11 juillet 1688. Phaulkon est arrêté, torturé et exécuté par les troupes de Petratcha. En juin, les troupes françaises de Mergui doivent être évacuées, et en septembre, Desfarges, assiégé à Bangkok, négocie l'évacuation de ses troupes vers Pondicherry après quatre mois de siège. En échange, il abandonne comme otages au Siam ses deux fils et plusieurs évêques.
Fin 1689, Desfarges capture l'île de Phuket pour tenter de rétablir le contrôle français. Desfarges est de retour à Pondicherry avec ses troupes en février 1690. Une partie de ses hommes restent à Pondichéry pour y renforcer la présence française. Desfarges part en mars 1690, mais meurt de maladie en rentrant en France à bord du navire l'Oriflamme. Il a est accusé pour son rôle dans la débâcle siamoise. Sa propre version des événements a été publiée anonymement en 1691.